# Hrabstwo Little River

Piramida wieku hrabstwa

Hrabstwo Little River – hrabstwo w USA, w stanie Arkansas. Według danych z 2010 roku, hrabstwo zamieszkiwało 13171 osób. Hrabstwo należy do nielicznych hrabstw w Stanach Zjednoczonych należących do tzw. dry county, czyli hrabstw gdzie decyzją lokalnych władz obowiązuje całkowita prohibicja.

## Miejscowości
- Yarborough Landing (CDP)
- Ashdown
- Foreman
- Ogden
- Winthrop
- Wilton